# 小林豊 (クレハ)
小林 豊（こばやし ゆたか、1951年12月25日 - ）は、日本の経営者。クレハ社長を務めている。栃木県出身。

## 経歴・人物
栃木県立栃木高等学校を経て、1974年に慶應義塾大学商学部を卒業し、同年に呉羽化学工業（現・クレハ）に入社した。2000年クレハ・ケミカルズ（シンガポール）の代表取締役社長就任、2005年にクレハ取締役に就任し、2007年常務執行役員 化学品事業部長就任、2012年4月に副社長を経て、同年9月に社長に就任。